# Santa María (Manabí)
Santa María ist eine Ortschaft und eine Parroquia rural („ländliches Kirchspiel“) im Kanton El Carmen der ecuadorianischen Provinz Manabí. Verwaltungssitz ist die gleichnamige Ortschaft Santa María.

## Lage
Der 135 m hoch gelegene Hauptort Santa María befindet sich 47 km südsüdwestlich vom Kantonshauptort El Carmen. Eine Nebenstraße führt von El Carmen nach Santa María. Die Parroquia erstreckt sich zwischen zwei Hauptarmen des weitverzweigten Daule-Peripa-Stausees. Bei Vollstau wird das Areal im Westen, im Süden und im Osten von Wasserflächen begrenzt. Im Westen verläuft der Río del Oro, im Süden und im Osten der Río Peripa. Im Süden der Parroquia befindet sich die Ortschaft Santa Teresa.
Die Parroquia Santa María grenzt im Osten an die Parroquia Buena Fe (Kanton Buena Fe, Provinz Los Ríos), im Süden an die Parroquia Guayas (Kanton El Empalme), im Westen an Chone (Kanton Chone) und an die Parroquia Barraganete (Kanton Pichincha), im Nordwesten an El Carmen sowie im Nordosten an die Parroquia El Paraíso La 14.

## Geschichte
Das 487 km² große Territorium „La Manga del Cura“ war lange Zeit zwischen den angrenzenden Provinzen Guayas, Manabí, Santo Domingo de los Tsáchilas und Los Ríos umstritten. Am 11. April 2017 entschied die ecuadorianische Nationalversammlung, dass das Areal dem Kanton El Carmen der Provinz Manabí zugeschlagen wird. Die Parroquia Santa María wurde am 23. November 2018, die benachbarte Parroquia El Paraíso La 14 3 Tage später gegründet. Beide Parroquias waren zuvor Sektoren von „La Manga del Cura“ und erfüllten die Anforderungen für ihren neuen Status: mindestens 10.000 Einwohner zu haben, davon mindestens 2000 im Verwaltungssitz (cabecera parroquial). Die Parroquia Santa María erstreckt sich über den Süden und Westen von „La Manga del Cura“ sowie über angrenzende Gebiete von El Carmen.